# Kate Mulgrew
Kate Mulgrew (Katherine Kiernan Maria Mulgrew, Dubuque, 29 de abril de 1955), é uma atriz norte-americana, cujos papéis de maior relevo foram o da capitã Kathryn Janeway, na telessérie Star Trek: Voyager, o de Mary Ryan, na telenovela Ryan's Hope e o da cozinheira Red Reznikov na série de televisão Orange Is The New Black, que lhe rendeu uma indicação ao Emmy. Ela também esteve no filme para o cinema Remo Williams: The Adventure Begins (1985), entre outros.

## Trabalhos

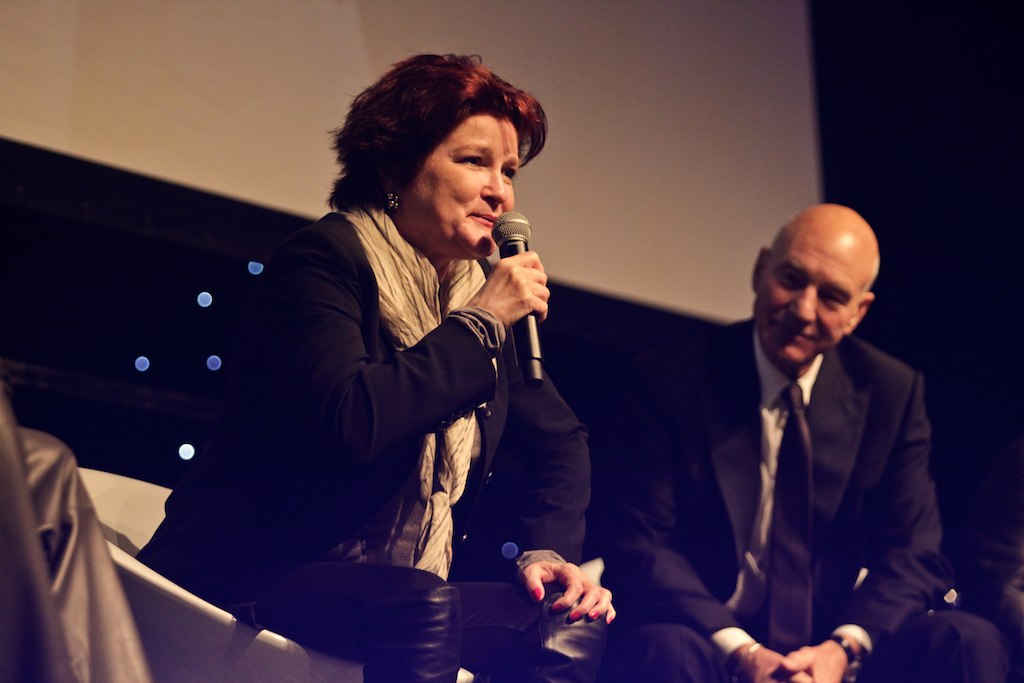
Mulgrew e Patrick Stewart, em 2012.

### Cinema
| Ano  | Título                              | Nota                      |
| ---- | ----------------------------------- | ------------------------- |
| 1980 | A Time for Miracles                 | Mother Seton              |
| 1981 | Lovespell                           | Isolt                     |
| 1982 | A Stranger is Watching              | Sharon Martin             |
| 1985 | Remo Williams: The Adventure Begins | Major Rayner Fleming      |
| 1987 | Throw Momma from the Train          | Margaret                  |
| 1992 | Round Numbers                       | Judith Schweitzer         |
| 1994 | Camp Nowhere                        | Rachel Prescott           |
| 1995 | Captain Nuke and the Bomber Boys    | Senhora Pescoe            |
| 2002 | Star Trek Nemesis                   | Almirante Kathryn Janeway |
| 2004 | Of Ashes and Atoms                  | Narradora                 |
| 2005 | Perception                          | Dr. Mary Smith            |
| 2008 | The Response                        | Colonel Carol Simms       |
| 2010 | The Best and the Brightest          | Esposa do Jogador         |
| 2012 | Flatland 2: Sphereland              | The Player's wife         |
| 2013 | Drawing Home                        | Edith Morse Robb          |
| 2014 | The Principle                       | Narradora                 |

### Televisão
| Ano                         | Título                                   | Personagem                                        |
| --------------------------- | ---------------------------------------- | ------------------------------------------------- |
| 1974                        | The Six Million Dollar Man               | Lt. Kolby                                         |
| 1975–1978, 1983; 1986; 1989 | Ryan's Hope                              | Mary Ryan Fenelli                                 |
| 1975                        | Wide World Mystery: Alien Lover          | Susan                                             |
| 1976                        | The American Woman: Portraits of Courage | Deborah Samson                                    |
| 1978                        | The Word                                 | Tony Nicholson                                    |
| 1978                        | Dallas                                   | Garnet McGee                                      |
| 1979                        | Jennifer: A Woman's Story                | Joan Russell                                      |
| 1979                        | Mrs. Columbo: Kate Loves a Mystery       | Kate Columbo / Callahan                           |
| 1981                        | Manions of America                       | Rachel Clement                                    |
| 1985                        | Remo Williams: The Adventure Begins      | Major Rayner Fleming                              |
| 1986                        | Cheers                                   | Janet Eldridge                                    |
| 1987                        | Hotel                                    | Leslie Chase                                      |
| 1987; 1992; 1994            | Murder, She Wrote                        | Sonny Greer, Joanna Grimsky Rollins, Maude Gillis |
| 1988                        | HeartBeat                                | Dr. Joanne Springsteen / Halloran                 |
| 1988                        | Roots: The Gift                          | Hattie Carraway                                   |
| 1991                        | Danielle Steel's Daddy                   | Sarah Watson                                      |
| 1991                        | Man of the People                        | Mayor Lisbeth Chardin                             |
| 1991                        | Fatal Friendship                         | Sue Bradley                                       |
| 1992                        | Batman: The Animated Series              | Red Claw                                          |
| 1992                        | The Pirates of Dark Water                | Cressa                                            |
| 1992                        | Murphy Brown                             | Hillary Wheaton                                   |
| 1993                        | For Love and Glory                       | Antonia Doyle                                     |
| 1995–2001                   | Star Trek: Voyager                       | Captain Kathryn Janeway                           |
| 1996                        | Gargoyles                                | Anastasia Reynard / Titania                       |
| 1998                        | Riddler's Moon                           | Victoria Riddler                                  |
| 2006                        | Law & Order: Special Victims Unit        | Assistant US Attorney Donna Geysen                |
| 2007                        | Star Trek: Beyond the Final Frontier     | ela própria                                       |
| 2007                        | The Black Donnellys                      | Helen Donnelly                                    |
| 2009                        | Mercy                                    | Jeannie Flanagan                                  |
| 2013-2019                   | Orange Is the New Black                  | Galina 'Red' Reznikov                             |

### Jogos eletrônicos
| Ano  | Título                         | Personagem              |
| ---- | ------------------------------ | ----------------------- |
| 1997 | Star Trek: Captain's Chair     | Captain Kathryn Janeway |
| 2000 | Star Trek Voyager: Elite Force | Captain Kathryn Janeway |
| 2002 | Run Like Hell                  | Dr. Mek                 |
| 2003 | Lords of Everquest             | Lady Kreya              |
| 2003 | Star Trek: Elite Force II      | Captain Kathryn Janeway |
| 2006 | Star Trek: Legacy              | Admiral Kathryn Janeway |
| 2009 | Dragon Age: Origins            | Flemeth                 |
| 2011 | Dragon Age 2                   | Flemeth                 |
| 2014 | Dragon Age: Inquisition        | Flemeth                 |

## Prêmios
| Venceu / Indicada | Para                                                                           | De                             | Data |
| ----------------- | ------------------------------------------------------------------------------ | ------------------------------ | ---- |
| Indicada          | Melhor Atriz de televisão em Drama – Mrs. Columbo                              | Golden Globe                   | 1980 |
| Venceu            | Tracey Humanitarian Award – Recebido em reconhecimento de Murphy Brown         | A Tracy Associação Humanitária | 1992 |
| Venceu            | Melhor Atriz de televisão Gênero – Star Trek: Voyager                          | Saturn Award                   | 1998 |
| Indicada          | Melhor Atriz de televisão Gênero – Star Trek: Voyager                          | Saturn Award                   | 1999 |
| Indicada          | Melhor Atriz de televisão Gênero – Star Trek: Voyager                          | Saturn Award                   | 2000 |
| Indicada          | Melhor Atriz de televisão Gênero – Star Trek: Voyager                          | Saturn Award                   | 2001 |
| Venceu            | Prêmio do Público de Desempenho Individual Favoritos - Chá em cinco            | Broadway.com                   | 2003 |
| Indicada          | Outstanding Solo Performance – Tea at Five                                     | Outer Critics Circle           | 2003 |
| Indicada          | Performance Individual - Chá em cinco                                          | Lucille Lortel Award           | 2003 |
| Venceu            | Melhor Atriz (Touring, a produção independente - Centro Cuillo) - Chá em cinco | Carbonell Awards               | 2004 |
| Indicada          | Desempenho Ilustres – Nossa Senhora Líder                                      | Drama League Award             | 2007 |
| Venceu            | Excelente Desempenho - 2,0 Ifigênia                                            | Obie Award                     | 2008 |
| Indicada          | Melhor Atriz coadjuvante de comédia - Orange Is the New Black                  | Emmy do Primetime              | 2014 |